# Bulgarische Beachhandball-Nationalmannschaft der Frauen
Die bulgarische Beachhandball-Nationalmannschaft der Frauen repräsentiert den bulgarischen Handballverband (Българска федерация по хандбал) als Auswahlmannschaft auf internationaler Ebene bei Länderspielen im Beachhandball gegen Mannschaften anderer nationaler Verbände.
Das männliche Pendant ist die Bulgarische Beachhandball-Nationalmannschaft der Männer, als Unterbau fungiert die Bulgarische Beachhandball-Nationalmannschaft der Juniorinnen.

## Geschichte
Der Bulgarische Handballverband bildete bislang nur zu drei Europameisterschaften, 2006, 2007 und 2021, eine Nationalmannschaft. Bei der ersten Teilnahmen schaffte sich die Mannschaft im Mittelfeld zu platzieren, bei der zweiten wurde die Mannschaft Vorletzte. Mit dem achten Rang bei der ersten EM-Teilnahme gelang die Qualifikation für die Weltmeisterschaften im selben Jahr an der Copacabana von Rio de Janeiro in Brasilien. Dort erreichte Bulgarien das Halbfinale und belegte am Ende einen überraschenden vierten Platz. Danach zog sich der Verband wie auch andere Verbände zunächst für längere Zeit aus der Beachhandball-Förderung zurück. Diese wurde wieder aufgenommen, nachdem die Europameisterschaften 2021 nach Warna in Bulgarien vergeben. Dort wurde die neu formierte Mannschaft Vorletzte. Durch die Nichtteilnahme am EHF Championship 2022 qualifizierte sich Bulgarien auch nicht für die Europameisterschaften 2023.

## Teilnahmen
| World Games - 2001: nicht eingeladen - 2005: nicht eingeladen - 2009: nicht qualifiziert - 2013: nicht qualifiziert - 2017: nicht qualifiziert - 2022: nicht qualifiziert World Beach Games - 2019: nicht qualifiziert - 2023: nicht qualifiziert | Weltmeisterschaften - 2001: abgesagt - 2004: nicht qualifiziert - 2006: 4. - 2008: nicht qualifiziert - 2010: nicht qualifiziert - 2012: nicht qualifiziert - 2014: nicht qualifiziert - 2016: nicht qualifiziert - 2018: nicht qualifiziert - 2020: nicht qualifiziert - 2022: nicht qualifiziert | Europameisterschaften - 2000: keine Teilnahme - 2002: keine Teilnahme - 2004: keine Teilnahme - 2006: 8. - 2007: 11. - 2009: keine Teilnahme - 2011: keine Teilnahme - 2013: keine Teilnahme - 2015: keine Teilnahme - 2017: keine Teilnahme - 2019: keine Teilnahme - 2021: 16. - 2023: keine Teilnahme | Europaspiele - 2023: nicht qualifiziert EHF Championship - 2022: keine Teilnahme Global Tour - 2022: nicht eingeladen |

- EM 2006: Gergana Aleksandrowa (12), Kamelija Dobrantschewa (9), Ljudmila Garewa (8), Donka Wassilewa Garabska (23), Biljana Gjuselewa (7), Dessislawa  Iliewa (10), Radina Krumowa Waleriewa (14), Dessislawa Lebedewa (5), Assia Osmanowa (1), Simona Saprianowa (15)[1]

- WM 2006: Gergana Aleksandrowa (10), Kamelija Dobrantschewa (9), Ljudmila Garewa (8), Donka Wassilewa Garabska (23), Biljana Gjuselewa (7), Dessislawa Lebedewa (5), Simona Saprianowa (15), Marina Wrachewa (14)[2]

- EM 2007: Gergana Aleksandrowa (2), Deniza Assenowa (7), Silwia Atanassowa (4), Sonja Bogdanowa (6), Kamelija Dobrantschewa (9), Ljudmila Garewa (8), Biljana Gjuselewa (5), Diliana Kostowa (3), Radina Krumowa Waleriewa (14), Stanislawa Stojanowa (10)[3]

- EM 2021: Stefka Agowa (4), Elena Tscholakowa (10), Totka Dojkinowa (12), Gergana Grosdanowa (5), Irene Iwanowa (3), Waleria Miladinowa (7), Kristina Milanowa (2), Dessislawa Nikolowa (1), Nina Mitkowa Nikolowa (9), Stiljana Pawlowa (6), Christijana Petrowa (8), Stefka Zwetankowa (11)[4]

## Trainerteam
| Cheftrainer - 2006: Minko Saprianow - 2007: Newen Welisarow - 2021: Irina Mladinowa | Co-Trainerin - 2006: Tonka Bakalowa - 2007: Zwetelina Tschawdarowa - 2021: Samet Murtazali |

## Einzelbelege
1. ↑  European Handball Federation - 2006 Women's ECh Beach Handball / Final Round. Abgerufen am 9. August 2021 (englisch).
2. ↑  Women. Abgerufen am 29. Januar 2022.
3. ↑  European Handball Federation - 2007 Women's ECh Beach Handball / Final Round. Abgerufen am 9. August 2021 (englisch).
4. ↑  European Handball Federation - 2021 Women's ECh Beach Handball / Final Tournament. Abgerufen am 9. August 2021 (englisch).
5. ↑  Daten zum Teil ungefähre/geschätzte Werte